# Кубок Росії з футболу 2007—2008
Кубок Росії з футболу 2007–2008 — 16-й розіграш кубкового футбольного турніру в Росії. Титул вчетверте здобув ЦСКА.

## Календар
| Раунд            | Дата                        | Матчі | Клуби     |
| ---------------- | --------------------------- | ----- | --------- |
| Попередній раунд | 18 квітня 2007              | 4     | 115 → 111 |
| Перший раунд     | 15-29 квітня 2007           | 33    | 111 → 78  |
| Другий раунд     | 29 квітня - 14 травня 2007  | 20    | 78 → 58   |
| Третій раунд     | 18 травня - 2 червня 2007   | 10    | 58 → 48   |
| Четвертий раунд  | 12-13 червня 2007           | 16    | 48 → 32   |
| 1/16 фіналу      | 27 червня 2007              | 16    | 32 → 16   |
| 1/8 фіналу       | 8 серпня 2007               | 8     | 16 → 8    |
| 1/4 фіналу       | 16 вересня - 31 жовтня 2007 | 4     | 8 → 4     |
| 1/2 фіналу       | 16 квітня 2008              | 2     | 4 → 2     |
| Фінал            | 17 травня 2008              | 1     | 2 → 1     |

## 1/16 фіналу
| Команда 1                          | Рахунок         | Команда 2          |
| ---------------------------------- | --------------- | ------------------ |
| 27 червня 2007                     |                 |                    |
| Балтика (2)                        | 0:1             | ЦСКА               |
| Торпедо (Москва) (2)               | 1:2             | Хімки              |
| Луховиці (3)                       | 1:2             | Рубін              |
| Шинник (2)                         | 1:2 дч          | Спартак-Нальчик    |
| Динамо (Брянськ) (2)               | 1:4             | Зеніт              |
| Авангард (Курськ) (2)              | 0:3             | Динамо (Москва)    |
| Салют-Енергія (2)                  | 0:0 дч пен. 2:3 | Том                |
| СКА (Ростов-на-Дону) (2)           | 0:3             | Ростов             |
| Терек (2)                          | 1:1 дч пен. 4:3 | Спартак (Москва)   |
| Ротор (Волгоград) (3)              | 1:4             | Амкар              |
| Носта (2)                          | 1:1 дч пен. 2:4 | Москва             |
| КАМАЗ (2)                          | 1:0             | Крила Рад          |
| Урал (2)                           | 1:0 дч          | Локомотив (Москва) |
| Металург-Кузбас (Новокузнецьк) (2) | 1:2             | Кубань             |
| Металург (Красноярськ) (3)         | 1:0             | Промінь-Енергія    |
| СКА-Енергія (2)                    | 1:2             | Сатурн (Раменське) |

## 1/8 фіналу
| Команда 1          | Рахунок | Команда 2                  |
| ------------------ | ------- | -------------------------- |
| 8 серпня 2007      |         |                            |
| ЦСКА               | 2:0     | Хімки                      |
| Спартак-Нальчик    | 3:2 дч  | Рубін                      |
| Зеніт              | 9:3     | Динамо (Москва)            |
| Ростов             | 0:1     | Том                        |
| Амкар              | 3:1     | Терек (2)                  |
| КАМАЗ (2)          | 0:1     | Москва                     |
| Кубань             | 2:3 дч  | Урал (2)                   |
| Сатурн (Раменське) | 2:1     | Металург (Красноярськ) (3) |

## 1/4 фіналу
| Команда 1       | Рахунок      | Команда 2          |
| --------------- | ------------ | ------------------ |
| 16 вересня 2007 |              |                    |
| Амкар           | 2:1          | Москва             |
| Урал (2)        | 2:1          | Сатурн (Раменське) |
| 31 жовтня 2007  |              |                    |
| ЦСКА            | 2:1          | Спартак-Нальчик    |
| Зеніт           | 0:0 пен. 3:4 | Том                |

## 1/2 фіналу
| Команда 1      | Рахунок | Команда 2 |
| -------------- | ------- | --------- |
| 16 квітня 2008 |         |           |
| Амкар          | 1:0     | Урал (2)  |
| ЦСКА           | 2:1     | Том       |

## Фінал
| 17 травня 2008 14:00 (EEST) |

| ЦСКА                       | 2:2      | Амкар                    |
| -------------------------- | -------- | ------------------------ |
| Вагнер Лав 66' Жо 75' (аг) | Протокол | Дринчич 57' Дуймович 64' |

| Локомотив, Москва Глядачів: 24 000 Арбітр: Станіслав Сухина |

|                                  |     | Пенальті                   |  |
| Жирков · Вагнер Лав · Жо · Янчик | 4:1 | Дринчич · Кушев · Дуймович |  |